# Általános Gépipari Minisztérium (Szovjetunió)
A Szovjetunió Általános Gépipari Minisztériuma, (oroszul: Министерство общего машиностроения СССР, rövidítve Минобщемаш vagy МОМ, magyar átírásban: Minyisztyersztvo obscsevo masinosztrojenyija SZSZSZR, Minobscsemas, MOM) a Szovjetuniónak az űrkutatással és rakétatechnikával kapcsolatos tudományos és ipari tevékenységet irányító és koordináló legfelsőbb államigazgatási szerve, össz-szövetségi minisztériuma volt 1955–1957 és 1965–1991 között.

## Története
1955. április 2-án hozták létre. Első vezetője Pjotr Goremikin volt. 1957. május 10-én beolvasztották a Hadiipari Minisztériumba. 1965-ben újraszervezték. A minisztérium az űrkutatás területén tevékenykedő tudományos kutatóintézeteket, tervezőirodákat és ipari vállalatokat irányította. A minisztérium felügyelete alá tartoztak az atomtöltetű ballisztikus rakétákkal foglalkozó tervezőirodák és gyárak, valamint a rakéta-kísérleti lőterek is. Legmeghatározóbb vezetője a minisztériumot közel két évtizeden át irányító Szergej Afanaszjev volt, aki a szovjet űrkutatás és rakétagyártás felfelé ívelő szakaszában állt a szervezet élén.
A minisztérium székháza Moszkvában a Miusszkaja tér 3. szám alatt volt. A minisztérium elérhetőségét a szovjet telefonkönyvek nem tartalmazták.
1991. november 26-án megszüntették. Szerepét és feladatainak többségét az 1992 februárjában újonnan létrehozott Orosz Űrügynökség (ma: Orosz Szövetségi Űrügynökség) vette át.

## Vezetői
- Pjotr Nyikolajevics Goremikin (1955. április 2. – 1957. május 10.)
- Szergej Alekszandrovics Afanaszjev (1965. március 2. – 1983. április 8.)
- Oleg Dmitrijevics Baklanov (1983. április 8. – 1988. március 25.)
- Vitalij Husszejnovics Doguzsijev (1988. március 25. – 1989. június 7.)
- Oleg Nyikolajevics Siskin (1989. július 17. – 1991. november 26.)